# Tanypus bicoloripennis
Tanypus bicoloripennis är en tvåvingeart som beskrevs av Jean-Jacques Kieffer 1917. Tanypus bicoloripennis ingår i släktet Tanypus och familjen fjädermyggor.
Artens utbredningsområde är Paraguay. Inga underarter finns listade i Catalogue of Life.